# Ludens ludens
Ludens ludens är en fjärilsart som beskrevs av Paul Mabille 1891. Ludens ludens ingår i släktet Ludens och familjen tjockhuvuden. Inga underarter finns listade i Catalogue of Life.